# Pefkochori
Pefkochori (griechisch Πευκοχώρι (n. sg.), bis 1965 Kapsochora, Καψόχωρα (f. sg.)) ist ein Dorf der Gemeinde Kassandra auf der Chalkidiki-Halbinsel in der nordgriechischen Region Zentralmakedonien. Gemeinsam mit den beiden im Hinterland gelegenen Weilern Lefkes und Panorama bildet das Dorf die gleichnamige Ortsgemeinschaft Pefkochori (Τοπική Κοινότητα Πευκοχωρίου).

## Geographie
Der Ort liegt an der Nordküste der Halbinsel Kassandra etwa 105 km entfernt von Thessaloniki. Seinen heutigen Namen erhielt er von den Pinienwäldern, in die er eingebettet liegt. 2011 hatte der Ort 1.931 Einwohner. Im Sommer nimmt die Bevölkerung stark zu, da viele der Gebäude als Ferienwohnungen oder Sommerhäuser angelegt sind. Vor allem die Strände (Pefkochori Beach, Kera Maria, Glarokavonos und Kanavitsa) locken viele Touristen an.
Es gibt darüber hinaus zwei Kindergärten, eine Grundschule, ein Gymnasium, eine Arztpraxis, einen Seniorentreff (Κέντρο Ανοιχτής Προστασίας Ηλικιωμένων, KAPI), einen Kulturverein „Alkyon“ (Αλκυών) und ein Sozialamt (Μονάδα Κοινωνικής Μέριμνας).
Die Hauptverkehrsader ist die Küstenstraße, die den Ort nach Westen mit Chaniotis und im Osten mit Paliouri verbindet. Allerdings bestehen auch kleine Straßen und Verbindungswege nach Süden, über die Anhöhe von Kassandra zu den Ortsteilen Lefkes und Panorama nach Agia Paraskevi (Αγία Παρασκευή) und Loutra (Λουτρά) im Süden.
Die Höhe von Kassandra steigt südlich des Ortes bis auf 240 m über dem Meer an.

## Verwaltungsgliederung
Die Ortsgemeinschaft gliedert sich in drei Ortsteile:
- Pefkochori (Πευκοχώρι, 1.931 Einwohner)
- Lefkes (Λεύκες, 21 Einwohner)
- Panorama (Πανόραμα, 10 Einwohner)

## Geschichte

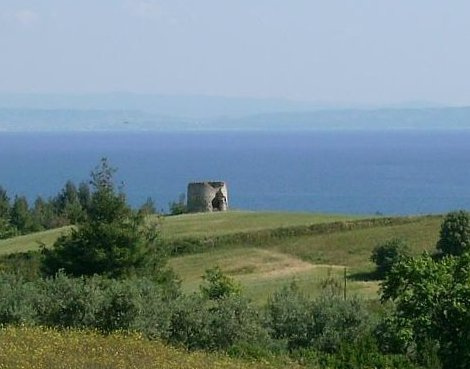
Windmühle von Pefkochori

Archäologische Funde lassen darauf schließen, dass das antike Aiges (Αιγές) zwischen Pefkochori und dem westlichen Nachbarort Chaniotis gelegen war. 
Um 1590 wird in der Gegend das große Klostergut (Μεγάλο Μετόχι) „Anter“ (Άντερ) des Klosters Kloster Iviron, dass jedoch bereits vor dem Krieg enteignet wurde. Bis heute hat sich nur die halbzerstörte Windmühle erhalten.
Der heutige Ort hieß früher Kapsochora und wurde Ende des 16. Jahrhunderts gegründet. Während der osmanischen Zeit gehörte der Ort durchgängig zu den 12 Orten der Halbinsel und zum Besitz (Steuerpacht) von Gazanfer Aga (Γκαζανφέρ Αγά).
Verwaltungsmäßig gehörte er zur Nahiya Kalamaria (ναχιγιέ της Καλαμαριάς). Während der Griechischen Revolution 1821 beteiligten sich zahlreiche Einwohner des Ortes. Bekannt sind: Georgios Giannaki (Γεώργιος Γιαννάκη), Antonios Ioannou (Αντώνιος Ιωάννου), Ioannis Kotzas (Ιωάννης Κοτζάς).
Dorf und Landgemeinde Kapsochora wurden 1965 in Pefkochori umbenannt. Durch die Gemeindereform nach dem Kapodistrias-Programm zählte der damalige Gemeindebezirk Pefkochori zwischen 1997 und 2010 zur Gemeinde Pallini (Δήμος Παλλήνης). Diese wiederum ging im Rahmen der Verwaltungsreform 2010 als Gemeindebezirk in der neuen Gemeinde Kassandra auf, wo Pefkochori seither den Status einer Ortsgemeinschaft hat.